# Jan (Smirnow, arcybiskup riazański)
Jan, imię świeckie Joann Ksienofontowicz Smirnow (ur. 12 sierpnia?/24 sierpnia 1844, zm. 14 października 1919 w Riazaniu) – rosyjski biskup prawosławny.

## Życiorys
Urodził się w rodzinie kapłana służącego w eparchii włodzimierskiej. W 1863 ukończył seminarium duchowne we Włodzimierzu, zaś w 1867 – Petersburską Akademię Duchowną, gdzie uzyskał tytuł kandydata nauk teologicznych. Po uzyskaniu dyplomu został zatrudniony jako wykładowca Pisma Świętego w seminarium duchownym w Riazaniu. W 1869 obronił dysertację magisterską.
Od 1875 był inspektorem seminarium w Riazaniu, zaś od 1883 do 1901 – jego rektorem. W związku z powierzeniem mu tego stanowiska 2 maja 1883 został wyświęcony na kapłana, a cztery dni później podniesiony do godności protoprezbitera. Był równocześnie przewodniczącym rady eparchialnej odpowiedzialnej za szkoły prowadzone przez administraturę. Ze stanowiska rektora odszedł w 1901 na własną prośbę. W tym samym roku, 13 września, złożył wieczyste śluby mnisze, zachowując dotychczasowe imię. Następnego dnia otrzymał godność archimandryty i został przełożonym monasteru Trójcy Świętej w Riazaniu.
28 kwietnia 1902, w soborze św. Izaaka w Petersburgu miała miejsce jego chirotonia na biskupa pomocniczego eparchii kazańskiej i swijaskiej z tytułem biskupa czeboksarskiego. Następnie od 1904 do 1910 był biskupem połtawskim, zaś od 1910 do 1917 – ryskim i mitawskim. W 1912 otrzymał godność arcybiskupią. W kwietniu 1917 przeniesiony na katedrę riazańską. Uczestniczył w Soborze Lokalnym Rosyjskiego Kościoła Prawosławnego w latach 1917–1918. Zmarł rok później, po powrocie do Riazania.